# Sinnamon Love
Sinnamon Love (născută Kamilah Rouse pe 31 decembrie 1973 în Flint, Michigan) este o actriță porno americană. Ea este cunoscută sub nume diferite ca Sinnamen, Sinamon, Sinemon Love, Sinnamon Love, Cinnamon Love, Sinnamone, Sinnamon și Cinnamon.

## Premii și nominalizări
- 2011: AVN Hall of Fame
- 2011: CineKink Audience Choice Award: "Bring It" Category - Rough Sex 2
- 2009: Urban X Awards Hall of Fame